# Маятник (шаховий маневр)
Маневр «маятник» — ідея в шаховій композиції. Суть ідеї — лінійна фігура робить ходи по одній і тій же лінії спочатку в одному напрямку, а потім у зворотному.

## Історія
Ця ідея зустрічається у творах шахових композиторів ще у кінці XIX століття.
У задачі або в етюді для досягнення мети чорна чи біла лінійна фігура робить ходи в одному напрямку, а потім у зворотному. Для більш ефектного вираження ідеї необхідно, щоби було щонайменше три ходи тематичною лінійною фігурою.
Оскільки цей маневр нагадує рух маятника, ідея дістала назву — маневр «маятник».
|   | a | b | c | d | e | f | g | h |   |
| 8 | g8 чорний кінь · a7 чорний пішак · b7 білий король · c7 білий слон · d7 чорний пішак · f7 чорний слон · a6 біла тура · d6 чорний пішак · g6 чорна тура · a5 білий пішак · d5 чорний король · g5 чорний пішак · h5 білий кінь · a4 чорний пішак · b4 білий пішак · d4 чорний пішак · g4 білий пішак · h4 білий пішак · e2 білий ферзь · f2 білий пішак · g2 білий пішак · h2 чорний ферзь | g8 чорний кінь · a7 чорний пішак · b7 білий король · c7 білий слон · d7 чорний пішак · f7 чорний слон · a6 біла тура · d6 чорний пішак · g6 чорна тура · a5 білий пішак · d5 чорний король · g5 чорний пішак · h5 білий кінь · a4 чорний пішак · b4 білий пішак · d4 чорний пішак · g4 білий пішак · h4 білий пішак · e2 білий ферзь · f2 білий пішак · g2 білий пішак · h2 чорний ферзь | g8 чорний кінь · a7 чорний пішак · b7 білий король · c7 білий слон · d7 чорний пішак · f7 чорний слон · a6 біла тура · d6 чорний пішак · g6 чорна тура · a5 білий пішак · d5 чорний король · g5 чорний пішак · h5 білий кінь · a4 чорний пішак · b4 білий пішак · d4 чорний пішак · g4 білий пішак · h4 білий пішак · e2 білий ферзь · f2 білий пішак · g2 білий пішак · h2 чорний ферзь | g8 чорний кінь · a7 чорний пішак · b7 білий король · c7 білий слон · d7 чорний пішак · f7 чорний слон · a6 біла тура · d6 чорний пішак · g6 чорна тура · a5 білий пішак · d5 чорний король · g5 чорний пішак · h5 білий кінь · a4 чорний пішак · b4 білий пішак · d4 чорний пішак · g4 білий пішак · h4 білий пішак · e2 білий ферзь · f2 білий пішак · g2 білий пішак · h2 чорний ферзь | g8 чорний кінь · a7 чорний пішак · b7 білий король · c7 білий слон · d7 чорний пішак · f7 чорний слон · a6 біла тура · d6 чорний пішак · g6 чорна тура · a5 білий пішак · d5 чорний король · g5 чорний пішак · h5 білий кінь · a4 чорний пішак · b4 білий пішак · d4 чорний пішак · g4 білий пішак · h4 білий пішак · e2 білий ферзь · f2 білий пішак · g2 білий пішак · h2 чорний ферзь | g8 чорний кінь · a7 чорний пішак · b7 білий король · c7 білий слон · d7 чорний пішак · f7 чорний слон · a6 біла тура · d6 чорний пішак · g6 чорна тура · a5 білий пішак · d5 чорний король · g5 чорний пішак · h5 білий кінь · a4 чорний пішак · b4 білий пішак · d4 чорний пішак · g4 білий пішак · h4 білий пішак · e2 білий ферзь · f2 білий пішак · g2 білий пішак · h2 чорний ферзь | g8 чорний кінь · a7 чорний пішак · b7 білий король · c7 білий слон · d7 чорний пішак · f7 чорний слон · a6 біла тура · d6 чорний пішак · g6 чорна тура · a5 білий пішак · d5 чорний король · g5 чорний пішак · h5 білий кінь · a4 чорний пішак · b4 білий пішак · d4 чорний пішак · g4 білий пішак · h4 білий пішак · e2 білий ферзь · f2 білий пішак · g2 білий пішак · h2 чорний ферзь | g8 чорний кінь · a7 чорний пішак · b7 білий король · c7 білий слон · d7 чорний пішак · f7 чорний слон · a6 біла тура · d6 чорний пішак · g6 чорна тура · a5 білий пішак · d5 чорний король · g5 чорний пішак · h5 білий кінь · a4 чорний пішак · b4 білий пішак · d4 чорний пішак · g4 білий пішак · h4 білий пішак · e2 білий ферзь · f2 білий пішак · g2 білий пішак · h2 чорний ферзь | 8 |
| 7 | g8 чорний кінь · a7 чорний пішак · b7 білий король · c7 білий слон · d7 чорний пішак · f7 чорний слон · a6 біла тура · d6 чорний пішак · g6 чорна тура · a5 білий пішак · d5 чорний король · g5 чорний пішак · h5 білий кінь · a4 чорний пішак · b4 білий пішак · d4 чорний пішак · g4 білий пішак · h4 білий пішак · e2 білий ферзь · f2 білий пішак · g2 білий пішак · h2 чорний ферзь | g8 чорний кінь · a7 чорний пішак · b7 білий король · c7 білий слон · d7 чорний пішак · f7 чорний слон · a6 біла тура · d6 чорний пішак · g6 чорна тура · a5 білий пішак · d5 чорний король · g5 чорний пішак · h5 білий кінь · a4 чорний пішак · b4 білий пішак · d4 чорний пішак · g4 білий пішак · h4 білий пішак · e2 білий ферзь · f2 білий пішак · g2 білий пішак · h2 чорний ферзь | g8 чорний кінь · a7 чорний пішак · b7 білий король · c7 білий слон · d7 чорний пішак · f7 чорний слон · a6 біла тура · d6 чорний пішак · g6 чорна тура · a5 білий пішак · d5 чорний король · g5 чорний пішак · h5 білий кінь · a4 чорний пішак · b4 білий пішак · d4 чорний пішак · g4 білий пішак · h4 білий пішак · e2 білий ферзь · f2 білий пішак · g2 білий пішак · h2 чорний ферзь | g8 чорний кінь · a7 чорний пішак · b7 білий король · c7 білий слон · d7 чорний пішак · f7 чорний слон · a6 біла тура · d6 чорний пішак · g6 чорна тура · a5 білий пішак · d5 чорний король · g5 чорний пішак · h5 білий кінь · a4 чорний пішак · b4 білий пішак · d4 чорний пішак · g4 білий пішак · h4 білий пішак · e2 білий ферзь · f2 білий пішак · g2 білий пішак · h2 чорний ферзь | g8 чорний кінь · a7 чорний пішак · b7 білий король · c7 білий слон · d7 чорний пішак · f7 чорний слон · a6 біла тура · d6 чорний пішак · g6 чорна тура · a5 білий пішак · d5 чорний король · g5 чорний пішак · h5 білий кінь · a4 чорний пішак · b4 білий пішак · d4 чорний пішак · g4 білий пішак · h4 білий пішак · e2 білий ферзь · f2 білий пішак · g2 білий пішак · h2 чорний ферзь | g8 чорний кінь · a7 чорний пішак · b7 білий король · c7 білий слон · d7 чорний пішак · f7 чорний слон · a6 біла тура · d6 чорний пішак · g6 чорна тура · a5 білий пішак · d5 чорний король · g5 чорний пішак · h5 білий кінь · a4 чорний пішак · b4 білий пішак · d4 чорний пішак · g4 білий пішак · h4 білий пішак · e2 білий ферзь · f2 білий пішак · g2 білий пішак · h2 чорний ферзь | g8 чорний кінь · a7 чорний пішак · b7 білий король · c7 білий слон · d7 чорний пішак · f7 чорний слон · a6 біла тура · d6 чорний пішак · g6 чорна тура · a5 білий пішак · d5 чорний король · g5 чорний пішак · h5 білий кінь · a4 чорний пішак · b4 білий пішак · d4 чорний пішак · g4 білий пішак · h4 білий пішак · e2 білий ферзь · f2 білий пішак · g2 білий пішак · h2 чорний ферзь | g8 чорний кінь · a7 чорний пішак · b7 білий король · c7 білий слон · d7 чорний пішак · f7 чорний слон · a6 біла тура · d6 чорний пішак · g6 чорна тура · a5 білий пішак · d5 чорний король · g5 чорний пішак · h5 білий кінь · a4 чорний пішак · b4 білий пішак · d4 чорний пішак · g4 білий пішак · h4 білий пішак · e2 білий ферзь · f2 білий пішак · g2 білий пішак · h2 чорний ферзь | 7 |
| 6 | g8 чорний кінь · a7 чорний пішак · b7 білий король · c7 білий слон · d7 чорний пішак · f7 чорний слон · a6 біла тура · d6 чорний пішак · g6 чорна тура · a5 білий пішак · d5 чорний король · g5 чорний пішак · h5 білий кінь · a4 чорний пішак · b4 білий пішак · d4 чорний пішак · g4 білий пішак · h4 білий пішак · e2 білий ферзь · f2 білий пішак · g2 білий пішак · h2 чорний ферзь | g8 чорний кінь · a7 чорний пішак · b7 білий король · c7 білий слон · d7 чорний пішак · f7 чорний слон · a6 біла тура · d6 чорний пішак · g6 чорна тура · a5 білий пішак · d5 чорний король · g5 чорний пішак · h5 білий кінь · a4 чорний пішак · b4 білий пішак · d4 чорний пішак · g4 білий пішак · h4 білий пішак · e2 білий ферзь · f2 білий пішак · g2 білий пішак · h2 чорний ферзь | g8 чорний кінь · a7 чорний пішак · b7 білий король · c7 білий слон · d7 чорний пішак · f7 чорний слон · a6 біла тура · d6 чорний пішак · g6 чорна тура · a5 білий пішак · d5 чорний король · g5 чорний пішак · h5 білий кінь · a4 чорний пішак · b4 білий пішак · d4 чорний пішак · g4 білий пішак · h4 білий пішак · e2 білий ферзь · f2 білий пішак · g2 білий пішак · h2 чорний ферзь | g8 чорний кінь · a7 чорний пішак · b7 білий король · c7 білий слон · d7 чорний пішак · f7 чорний слон · a6 біла тура · d6 чорний пішак · g6 чорна тура · a5 білий пішак · d5 чорний король · g5 чорний пішак · h5 білий кінь · a4 чорний пішак · b4 білий пішак · d4 чорний пішак · g4 білий пішак · h4 білий пішак · e2 білий ферзь · f2 білий пішак · g2 білий пішак · h2 чорний ферзь | g8 чорний кінь · a7 чорний пішак · b7 білий король · c7 білий слон · d7 чорний пішак · f7 чорний слон · a6 біла тура · d6 чорний пішак · g6 чорна тура · a5 білий пішак · d5 чорний король · g5 чорний пішак · h5 білий кінь · a4 чорний пішак · b4 білий пішак · d4 чорний пішак · g4 білий пішак · h4 білий пішак · e2 білий ферзь · f2 білий пішак · g2 білий пішак · h2 чорний ферзь | g8 чорний кінь · a7 чорний пішак · b7 білий король · c7 білий слон · d7 чорний пішак · f7 чорний слон · a6 біла тура · d6 чорний пішак · g6 чорна тура · a5 білий пішак · d5 чорний король · g5 чорний пішак · h5 білий кінь · a4 чорний пішак · b4 білий пішак · d4 чорний пішак · g4 білий пішак · h4 білий пішак · e2 білий ферзь · f2 білий пішак · g2 білий пішак · h2 чорний ферзь | g8 чорний кінь · a7 чорний пішак · b7 білий король · c7 білий слон · d7 чорний пішак · f7 чорний слон · a6 біла тура · d6 чорний пішак · g6 чорна тура · a5 білий пішак · d5 чорний король · g5 чорний пішак · h5 білий кінь · a4 чорний пішак · b4 білий пішак · d4 чорний пішак · g4 білий пішак · h4 білий пішак · e2 білий ферзь · f2 білий пішак · g2 білий пішак · h2 чорний ферзь | g8 чорний кінь · a7 чорний пішак · b7 білий король · c7 білий слон · d7 чорний пішак · f7 чорний слон · a6 біла тура · d6 чорний пішак · g6 чорна тура · a5 білий пішак · d5 чорний король · g5 чорний пішак · h5 білий кінь · a4 чорний пішак · b4 білий пішак · d4 чорний пішак · g4 білий пішак · h4 білий пішак · e2 білий ферзь · f2 білий пішак · g2 білий пішак · h2 чорний ферзь | 6 |
| 5 | g8 чорний кінь · a7 чорний пішак · b7 білий король · c7 білий слон · d7 чорний пішак · f7 чорний слон · a6 біла тура · d6 чорний пішак · g6 чорна тура · a5 білий пішак · d5 чорний король · g5 чорний пішак · h5 білий кінь · a4 чорний пішак · b4 білий пішак · d4 чорний пішак · g4 білий пішак · h4 білий пішак · e2 білий ферзь · f2 білий пішак · g2 білий пішак · h2 чорний ферзь | g8 чорний кінь · a7 чорний пішак · b7 білий король · c7 білий слон · d7 чорний пішак · f7 чорний слон · a6 біла тура · d6 чорний пішак · g6 чорна тура · a5 білий пішак · d5 чорний король · g5 чорний пішак · h5 білий кінь · a4 чорний пішак · b4 білий пішак · d4 чорний пішак · g4 білий пішак · h4 білий пішак · e2 білий ферзь · f2 білий пішак · g2 білий пішак · h2 чорний ферзь | g8 чорний кінь · a7 чорний пішак · b7 білий король · c7 білий слон · d7 чорний пішак · f7 чорний слон · a6 біла тура · d6 чорний пішак · g6 чорна тура · a5 білий пішак · d5 чорний король · g5 чорний пішак · h5 білий кінь · a4 чорний пішак · b4 білий пішак · d4 чорний пішак · g4 білий пішак · h4 білий пішак · e2 білий ферзь · f2 білий пішак · g2 білий пішак · h2 чорний ферзь | g8 чорний кінь · a7 чорний пішак · b7 білий король · c7 білий слон · d7 чорний пішак · f7 чорний слон · a6 біла тура · d6 чорний пішак · g6 чорна тура · a5 білий пішак · d5 чорний король · g5 чорний пішак · h5 білий кінь · a4 чорний пішак · b4 білий пішак · d4 чорний пішак · g4 білий пішак · h4 білий пішак · e2 білий ферзь · f2 білий пішак · g2 білий пішак · h2 чорний ферзь | g8 чорний кінь · a7 чорний пішак · b7 білий король · c7 білий слон · d7 чорний пішак · f7 чорний слон · a6 біла тура · d6 чорний пішак · g6 чорна тура · a5 білий пішак · d5 чорний король · g5 чорний пішак · h5 білий кінь · a4 чорний пішак · b4 білий пішак · d4 чорний пішак · g4 білий пішак · h4 білий пішак · e2 білий ферзь · f2 білий пішак · g2 білий пішак · h2 чорний ферзь | g8 чорний кінь · a7 чорний пішак · b7 білий король · c7 білий слон · d7 чорний пішак · f7 чорний слон · a6 біла тура · d6 чорний пішак · g6 чорна тура · a5 білий пішак · d5 чорний король · g5 чорний пішак · h5 білий кінь · a4 чорний пішак · b4 білий пішак · d4 чорний пішак · g4 білий пішак · h4 білий пішак · e2 білий ферзь · f2 білий пішак · g2 білий пішак · h2 чорний ферзь | g8 чорний кінь · a7 чорний пішак · b7 білий король · c7 білий слон · d7 чорний пішак · f7 чорний слон · a6 біла тура · d6 чорний пішак · g6 чорна тура · a5 білий пішак · d5 чорний король · g5 чорний пішак · h5 білий кінь · a4 чорний пішак · b4 білий пішак · d4 чорний пішак · g4 білий пішак · h4 білий пішак · e2 білий ферзь · f2 білий пішак · g2 білий пішак · h2 чорний ферзь | g8 чорний кінь · a7 чорний пішак · b7 білий король · c7 білий слон · d7 чорний пішак · f7 чорний слон · a6 біла тура · d6 чорний пішак · g6 чорна тура · a5 білий пішак · d5 чорний король · g5 чорний пішак · h5 білий кінь · a4 чорний пішак · b4 білий пішак · d4 чорний пішак · g4 білий пішак · h4 білий пішак · e2 білий ферзь · f2 білий пішак · g2 білий пішак · h2 чорний ферзь | 5 |
| 4 | g8 чорний кінь · a7 чорний пішак · b7 білий король · c7 білий слон · d7 чорний пішак · f7 чорний слон · a6 біла тура · d6 чорний пішак · g6 чорна тура · a5 білий пішак · d5 чорний король · g5 чорний пішак · h5 білий кінь · a4 чорний пішак · b4 білий пішак · d4 чорний пішак · g4 білий пішак · h4 білий пішак · e2 білий ферзь · f2 білий пішак · g2 білий пішак · h2 чорний ферзь | g8 чорний кінь · a7 чорний пішак · b7 білий король · c7 білий слон · d7 чорний пішак · f7 чорний слон · a6 біла тура · d6 чорний пішак · g6 чорна тура · a5 білий пішак · d5 чорний король · g5 чорний пішак · h5 білий кінь · a4 чорний пішак · b4 білий пішак · d4 чорний пішак · g4 білий пішак · h4 білий пішак · e2 білий ферзь · f2 білий пішак · g2 білий пішак · h2 чорний ферзь | g8 чорний кінь · a7 чорний пішак · b7 білий король · c7 білий слон · d7 чорний пішак · f7 чорний слон · a6 біла тура · d6 чорний пішак · g6 чорна тура · a5 білий пішак · d5 чорний король · g5 чорний пішак · h5 білий кінь · a4 чорний пішак · b4 білий пішак · d4 чорний пішак · g4 білий пішак · h4 білий пішак · e2 білий ферзь · f2 білий пішак · g2 білий пішак · h2 чорний ферзь | g8 чорний кінь · a7 чорний пішак · b7 білий король · c7 білий слон · d7 чорний пішак · f7 чорний слон · a6 біла тура · d6 чорний пішак · g6 чорна тура · a5 білий пішак · d5 чорний король · g5 чорний пішак · h5 білий кінь · a4 чорний пішак · b4 білий пішак · d4 чорний пішак · g4 білий пішак · h4 білий пішак · e2 білий ферзь · f2 білий пішак · g2 білий пішак · h2 чорний ферзь | g8 чорний кінь · a7 чорний пішак · b7 білий король · c7 білий слон · d7 чорний пішак · f7 чорний слон · a6 біла тура · d6 чорний пішак · g6 чорна тура · a5 білий пішак · d5 чорний король · g5 чорний пішак · h5 білий кінь · a4 чорний пішак · b4 білий пішак · d4 чорний пішак · g4 білий пішак · h4 білий пішак · e2 білий ферзь · f2 білий пішак · g2 білий пішак · h2 чорний ферзь | g8 чорний кінь · a7 чорний пішак · b7 білий король · c7 білий слон · d7 чорний пішак · f7 чорний слон · a6 біла тура · d6 чорний пішак · g6 чорна тура · a5 білий пішак · d5 чорний король · g5 чорний пішак · h5 білий кінь · a4 чорний пішак · b4 білий пішак · d4 чорний пішак · g4 білий пішак · h4 білий пішак · e2 білий ферзь · f2 білий пішак · g2 білий пішак · h2 чорний ферзь | g8 чорний кінь · a7 чорний пішак · b7 білий король · c7 білий слон · d7 чорний пішак · f7 чорний слон · a6 біла тура · d6 чорний пішак · g6 чорна тура · a5 білий пішак · d5 чорний король · g5 чорний пішак · h5 білий кінь · a4 чорний пішак · b4 білий пішак · d4 чорний пішак · g4 білий пішак · h4 білий пішак · e2 білий ферзь · f2 білий пішак · g2 білий пішак · h2 чорний ферзь | g8 чорний кінь · a7 чорний пішак · b7 білий король · c7 білий слон · d7 чорний пішак · f7 чорний слон · a6 біла тура · d6 чорний пішак · g6 чорна тура · a5 білий пішак · d5 чорний король · g5 чорний пішак · h5 білий кінь · a4 чорний пішак · b4 білий пішак · d4 чорний пішак · g4 білий пішак · h4 білий пішак · e2 білий ферзь · f2 білий пішак · g2 білий пішак · h2 чорний ферзь | 4 |
| 3 | g8 чорний кінь · a7 чорний пішак · b7 білий король · c7 білий слон · d7 чорний пішак · f7 чорний слон · a6 біла тура · d6 чорний пішак · g6 чорна тура · a5 білий пішак · d5 чорний король · g5 чорний пішак · h5 білий кінь · a4 чорний пішак · b4 білий пішак · d4 чорний пішак · g4 білий пішак · h4 білий пішак · e2 білий ферзь · f2 білий пішак · g2 білий пішак · h2 чорний ферзь | g8 чорний кінь · a7 чорний пішак · b7 білий король · c7 білий слон · d7 чорний пішак · f7 чорний слон · a6 біла тура · d6 чорний пішак · g6 чорна тура · a5 білий пішак · d5 чорний король · g5 чорний пішак · h5 білий кінь · a4 чорний пішак · b4 білий пішак · d4 чорний пішак · g4 білий пішак · h4 білий пішак · e2 білий ферзь · f2 білий пішак · g2 білий пішак · h2 чорний ферзь | g8 чорний кінь · a7 чорний пішак · b7 білий король · c7 білий слон · d7 чорний пішак · f7 чорний слон · a6 біла тура · d6 чорний пішак · g6 чорна тура · a5 білий пішак · d5 чорний король · g5 чорний пішак · h5 білий кінь · a4 чорний пішак · b4 білий пішак · d4 чорний пішак · g4 білий пішак · h4 білий пішак · e2 білий ферзь · f2 білий пішак · g2 білий пішак · h2 чорний ферзь | g8 чорний кінь · a7 чорний пішак · b7 білий король · c7 білий слон · d7 чорний пішак · f7 чорний слон · a6 біла тура · d6 чорний пішак · g6 чорна тура · a5 білий пішак · d5 чорний король · g5 чорний пішак · h5 білий кінь · a4 чорний пішак · b4 білий пішак · d4 чорний пішак · g4 білий пішак · h4 білий пішак · e2 білий ферзь · f2 білий пішак · g2 білий пішак · h2 чорний ферзь | g8 чорний кінь · a7 чорний пішак · b7 білий король · c7 білий слон · d7 чорний пішак · f7 чорний слон · a6 біла тура · d6 чорний пішак · g6 чорна тура · a5 білий пішак · d5 чорний король · g5 чорний пішак · h5 білий кінь · a4 чорний пішак · b4 білий пішак · d4 чорний пішак · g4 білий пішак · h4 білий пішак · e2 білий ферзь · f2 білий пішак · g2 білий пішак · h2 чорний ферзь | g8 чорний кінь · a7 чорний пішак · b7 білий король · c7 білий слон · d7 чорний пішак · f7 чорний слон · a6 біла тура · d6 чорний пішак · g6 чорна тура · a5 білий пішак · d5 чорний король · g5 чорний пішак · h5 білий кінь · a4 чорний пішак · b4 білий пішак · d4 чорний пішак · g4 білий пішак · h4 білий пішак · e2 білий ферзь · f2 білий пішак · g2 білий пішак · h2 чорний ферзь | g8 чорний кінь · a7 чорний пішак · b7 білий король · c7 білий слон · d7 чорний пішак · f7 чорний слон · a6 біла тура · d6 чорний пішак · g6 чорна тура · a5 білий пішак · d5 чорний король · g5 чорний пішак · h5 білий кінь · a4 чорний пішак · b4 білий пішак · d4 чорний пішак · g4 білий пішак · h4 білий пішак · e2 білий ферзь · f2 білий пішак · g2 білий пішак · h2 чорний ферзь | g8 чорний кінь · a7 чорний пішак · b7 білий король · c7 білий слон · d7 чорний пішак · f7 чорний слон · a6 біла тура · d6 чорний пішак · g6 чорна тура · a5 білий пішак · d5 чорний король · g5 чорний пішак · h5 білий кінь · a4 чорний пішак · b4 білий пішак · d4 чорний пішак · g4 білий пішак · h4 білий пішак · e2 білий ферзь · f2 білий пішак · g2 білий пішак · h2 чорний ферзь | 3 |
| 2 | g8 чорний кінь · a7 чорний пішак · b7 білий король · c7 білий слон · d7 чорний пішак · f7 чорний слон · a6 біла тура · d6 чорний пішак · g6 чорна тура · a5 білий пішак · d5 чорний король · g5 чорний пішак · h5 білий кінь · a4 чорний пішак · b4 білий пішак · d4 чорний пішак · g4 білий пішак · h4 білий пішак · e2 білий ферзь · f2 білий пішак · g2 білий пішак · h2 чорний ферзь | g8 чорний кінь · a7 чорний пішак · b7 білий король · c7 білий слон · d7 чорний пішак · f7 чорний слон · a6 біла тура · d6 чорний пішак · g6 чорна тура · a5 білий пішак · d5 чорний король · g5 чорний пішак · h5 білий кінь · a4 чорний пішак · b4 білий пішак · d4 чорний пішак · g4 білий пішак · h4 білий пішак · e2 білий ферзь · f2 білий пішак · g2 білий пішак · h2 чорний ферзь | g8 чорний кінь · a7 чорний пішак · b7 білий король · c7 білий слон · d7 чорний пішак · f7 чорний слон · a6 біла тура · d6 чорний пішак · g6 чорна тура · a5 білий пішак · d5 чорний король · g5 чорний пішак · h5 білий кінь · a4 чорний пішак · b4 білий пішак · d4 чорний пішак · g4 білий пішак · h4 білий пішак · e2 білий ферзь · f2 білий пішак · g2 білий пішак · h2 чорний ферзь | g8 чорний кінь · a7 чорний пішак · b7 білий король · c7 білий слон · d7 чорний пішак · f7 чорний слон · a6 біла тура · d6 чорний пішак · g6 чорна тура · a5 білий пішак · d5 чорний король · g5 чорний пішак · h5 білий кінь · a4 чорний пішак · b4 білий пішак · d4 чорний пішак · g4 білий пішак · h4 білий пішак · e2 білий ферзь · f2 білий пішак · g2 білий пішак · h2 чорний ферзь | g8 чорний кінь · a7 чорний пішак · b7 білий король · c7 білий слон · d7 чорний пішак · f7 чорний слон · a6 біла тура · d6 чорний пішак · g6 чорна тура · a5 білий пішак · d5 чорний король · g5 чорний пішак · h5 білий кінь · a4 чорний пішак · b4 білий пішак · d4 чорний пішак · g4 білий пішак · h4 білий пішак · e2 білий ферзь · f2 білий пішак · g2 білий пішак · h2 чорний ферзь | g8 чорний кінь · a7 чорний пішак · b7 білий король · c7 білий слон · d7 чорний пішак · f7 чорний слон · a6 біла тура · d6 чорний пішак · g6 чорна тура · a5 білий пішак · d5 чорний король · g5 чорний пішак · h5 білий кінь · a4 чорний пішак · b4 білий пішак · d4 чорний пішак · g4 білий пішак · h4 білий пішак · e2 білий ферзь · f2 білий пішак · g2 білий пішак · h2 чорний ферзь | g8 чорний кінь · a7 чорний пішак · b7 білий король · c7 білий слон · d7 чорний пішак · f7 чорний слон · a6 біла тура · d6 чорний пішак · g6 чорна тура · a5 білий пішак · d5 чорний король · g5 чорний пішак · h5 білий кінь · a4 чорний пішак · b4 білий пішак · d4 чорний пішак · g4 білий пішак · h4 білий пішак · e2 білий ферзь · f2 білий пішак · g2 білий пішак · h2 чорний ферзь | g8 чорний кінь · a7 чорний пішак · b7 білий король · c7 білий слон · d7 чорний пішак · f7 чорний слон · a6 біла тура · d6 чорний пішак · g6 чорна тура · a5 білий пішак · d5 чорний король · g5 чорний пішак · h5 білий кінь · a4 чорний пішак · b4 білий пішак · d4 чорний пішак · g4 білий пішак · h4 білий пішак · e2 білий ферзь · f2 білий пішак · g2 білий пішак · h2 чорний ферзь | 2 |
| 1 | g8 чорний кінь · a7 чорний пішак · b7 білий король · c7 білий слон · d7 чорний пішак · f7 чорний слон · a6 біла тура · d6 чорний пішак · g6 чорна тура · a5 білий пішак · d5 чорний король · g5 чорний пішак · h5 білий кінь · a4 чорний пішак · b4 білий пішак · d4 чорний пішак · g4 білий пішак · h4 білий пішак · e2 білий ферзь · f2 білий пішак · g2 білий пішак · h2 чорний ферзь | g8 чорний кінь · a7 чорний пішак · b7 білий король · c7 білий слон · d7 чорний пішак · f7 чорний слон · a6 біла тура · d6 чорний пішак · g6 чорна тура · a5 білий пішак · d5 чорний король · g5 чорний пішак · h5 білий кінь · a4 чорний пішак · b4 білий пішак · d4 чорний пішак · g4 білий пішак · h4 білий пішак · e2 білий ферзь · f2 білий пішак · g2 білий пішак · h2 чорний ферзь | g8 чорний кінь · a7 чорний пішак · b7 білий король · c7 білий слон · d7 чорний пішак · f7 чорний слон · a6 біла тура · d6 чорний пішак · g6 чорна тура · a5 білий пішак · d5 чорний король · g5 чорний пішак · h5 білий кінь · a4 чорний пішак · b4 білий пішак · d4 чорний пішак · g4 білий пішак · h4 білий пішак · e2 білий ферзь · f2 білий пішак · g2 білий пішак · h2 чорний ферзь | g8 чорний кінь · a7 чорний пішак · b7 білий король · c7 білий слон · d7 чорний пішак · f7 чорний слон · a6 біла тура · d6 чорний пішак · g6 чорна тура · a5 білий пішак · d5 чорний король · g5 чорний пішак · h5 білий кінь · a4 чорний пішак · b4 білий пішак · d4 чорний пішак · g4 білий пішак · h4 білий пішак · e2 білий ферзь · f2 білий пішак · g2 білий пішак · h2 чорний ферзь | g8 чорний кінь · a7 чорний пішак · b7 білий король · c7 білий слон · d7 чорний пішак · f7 чорний слон · a6 біла тура · d6 чорний пішак · g6 чорна тура · a5 білий пішак · d5 чорний король · g5 чорний пішак · h5 білий кінь · a4 чорний пішак · b4 білий пішак · d4 чорний пішак · g4 білий пішак · h4 білий пішак · e2 білий ферзь · f2 білий пішак · g2 білий пішак · h2 чорний ферзь | g8 чорний кінь · a7 чорний пішак · b7 білий король · c7 білий слон · d7 чорний пішак · f7 чорний слон · a6 біла тура · d6 чорний пішак · g6 чорна тура · a5 білий пішак · d5 чорний король · g5 чорний пішак · h5 білий кінь · a4 чорний пішак · b4 білий пішак · d4 чорний пішак · g4 білий пішак · h4 білий пішак · e2 білий ферзь · f2 білий пішак · g2 білий пішак · h2 чорний ферзь | g8 чорний кінь · a7 чорний пішак · b7 білий король · c7 білий слон · d7 чорний пішак · f7 чорний слон · a6 біла тура · d6 чорний пішак · g6 чорна тура · a5 білий пішак · d5 чорний король · g5 чорний пішак · h5 білий кінь · a4 чорний пішак · b4 білий пішак · d4 чорний пішак · g4 білий пішак · h4 білий пішак · e2 білий ферзь · f2 білий пішак · g2 білий пішак · h2 чорний ферзь | g8 чорний кінь · a7 чорний пішак · b7 білий король · c7 білий слон · d7 чорний пішак · f7 чорний слон · a6 біла тура · d6 чорний пішак · g6 чорна тура · a5 білий пішак · d5 чорний король · g5 чорний пішак · h5 білий кінь · a4 чорний пішак · b4 білий пішак · d4 чорний пішак · g4 білий пішак · h4 білий пішак · e2 білий ферзь · f2 білий пішак · g2 білий пішак · h2 чорний ферзь | 1 |
|   | a | b | c | d | e | f | g | h |   |

FEN: 6n1/pKBp1b2/R2p2r1/P2k2pN/pP1p2PP/8/4QPPq/8
1. f3! ~ 2. hg5! ~ 3. Sg7!
            2. … Qxh5 3. Qb5 Ke6 4. Bxd6 Qxg5 5. Bf8+ d6 6. Rxd6#
1. … gh4 2. Qb5+ Ke6 3. Rxd6+ Qxd6 4. Qe2+ Kd5 5. Sf4+ Qxf4 6. Qa2#
1. … Se7 2. Qa2+ Ke5 3. Bxd6+ Rxd6 4. Qe2+ Kd5 5. Sf6+ Rxf6 6. Qb5#
В задачі двічі виражено маневр «маятник» білого ферзя і по одному разу в грі чорної тури і чорного ферзя.
Додатково виражено тему Вайссауера.